# Comté d'Ozaukee
Le comté d'Ozaukee est un comté situé dans l'État du Wisconsin aux États-Unis. Son siège est Port Washington. Selon le recensement de 2000, sa population était de 82 317 habitants.